# كريستوس لويس
كريستوس لويس هو عالم وراثة يوناني، ولد في 11 نوفمبر 1948 في أثينا في اليونان.